# フェリックス・メンデルスゾーン
ヤーコプ・ルートヴィヒ・フェーリクス・メンデルスゾーン・バルトルディ（Jakob Ludwig Felix Mendelssohn Bartholdy, 1809年2月3日 - 1847年11月4日）は、ドイツ・ロマン派の作曲家、指揮者、ピアニスト、オルガニスト。
哲学者モーゼスを祖父、銀行家のアブラハムを父親に、作曲家ファニーを姉として生まれたメンデルスゾーンは、神童として幼少期から優れた音楽の才能を示した。作曲家としては「ヴァイオリン協奏曲」『夏の夜の夢』『フィンガルの洞窟』「無言歌集」など今日でも広く知られる数々の作品を生み出し、またバッハの音楽の復興、ライプツィヒ音楽院の設立によって19世紀の音楽界へ大きな影響を与えた。
ユダヤ人の家系であったメンデルスゾーン家は謂れなき迫害を受けることが多く、それはキリスト教への改宗後もほとんど変わらなかった。そのような状況にもかかわらずフェリックスの業績・影響力は強く、終生ドイツ音楽界の重鎮として君臨した。死後は再び反ユダヤ主義のあおりを受けて彼の音楽への貢献は過小評価されてきたが、今日では再評価の機運も高まりを見せている。

## 年譜
- 1809年 ドイツのハンブルクで生まれる。
- 1815年（6歳）母からピアノを学ぶ。
- 1817年（8歳）父親がパリに赴任した際に同行して、マリー・ビゴーのレッスンを受ける。子供の頃から、音楽に限らずフェリックス少年の才能を伸ばそうという親の配慮が常に見られた。この年からベルリンでカール・フリードリヒ・ツェルターに作曲を学ぶ。
- 1821年（12歳）ツェルターの紹介でヴァイマルに住む72歳のゲーテを訪問して2週間ほど滞在。
- 1823年（14歳）バッハの「マタイ受難曲」の写筆スコアを母方の祖母よりクリスマス・プレゼントとして贈られる。
- 1825年（16歳）父と共にパリに行き、パリ音楽院の院長ケルビーニや、フンメル、モシェレス、ロッシーニ、マイヤベーヤの知遇を得る。
- 1826年（17歳）シェイクスピアの戯曲を題材とした「夏の夜の夢 序曲」を作曲。
- 1829年（20歳）3月11日、自らの監督により、「マタイ受難曲」の公開演奏をバッハの死後初めて行う。会場はベルリン・ジングアカデミーのホールで、ピアノで通奏低音を担当しながら指揮した。この日は、パガニーニのベルリンでの初リサイタルと重なっていたが、会場には入りきれない人が千人も出たと言う。公演は大成功で、更に10日後の3月21日（ユリウス暦でのバッハの誕生日）に第2回の演奏会を行った。作品の素晴らしさを印象づける事を意図した為に大胆な削除も行い、テンポや強弱の変化を駆使している。演奏会場には、ベートーヴェンが第9交響曲を献呈した国王フリードリヒ・ヴィルヘルム3世や哲学者ヘーゲル、思想家フリードリヒ・シュライアマハー、詩人ハイネ等がいた。
- 1833年（24歳）デュッセルドルフ交響楽団の指揮者となる。
- 1835年（26歳）ライプツィヒ・ゲヴァントハウス管弦楽団の指揮者となる。
- 1841年（32歳）プロイセン王フリードリヒ・ヴィルヘルム4世に招かれ、ベルリンの宮廷礼拝堂楽長に就任する。
- 1843年（34歳）自ら奔走して設立資金を集め、ライプツィヒ音楽院を開校し、院長となる。作曲とピアノの教授にはロベルト・シューマンが招聘された。
- 1847年（38歳）5月訪英の途上、姉ファニーの死の報に接し、悲嘆の余り神経障害を起こす。一時回復したが、11月3日には意識を失い、翌日ライプツィヒにて没した。生前は特に病弱という事も無く、登山等もしていた事、父アブラハムも姉ファニーも似たように若くして突然逝去している事等から、何か遺伝的な要因があったのではないかとする説もある。
- 1850年 ワーグナー著の論文「音楽におけるユダヤ性」で芸術性を否定される。
- 1892年 ライプツィヒ・ゲヴァントハウス前にメンデルスゾーン記念像が建造される。
- 1933年11月 ナチス・ドイツにより、ユダヤ人作曲家の音楽の公演を全て禁止する指令が発布される（しかしその後もしばしばメンデルスゾーンの音楽は演奏されており、1935年にはベルリンでヴァイオリン協奏曲ホ短調が録音されている）。
- 1936年末 ライプツィヒ市長カール・ゲルデラーがフィンランド出張中に、ナチスの将校がゲヴァントハウス前のメンデルスゾーンの銅像を引き降ろし、スクラップにするよう命令を下した。ライプツィヒへ戻ったゲルデラーは抗議の後銅像再建を進め、翌年3月ライプツィヒ市長職を辞職。

## 生涯

### 幼少期

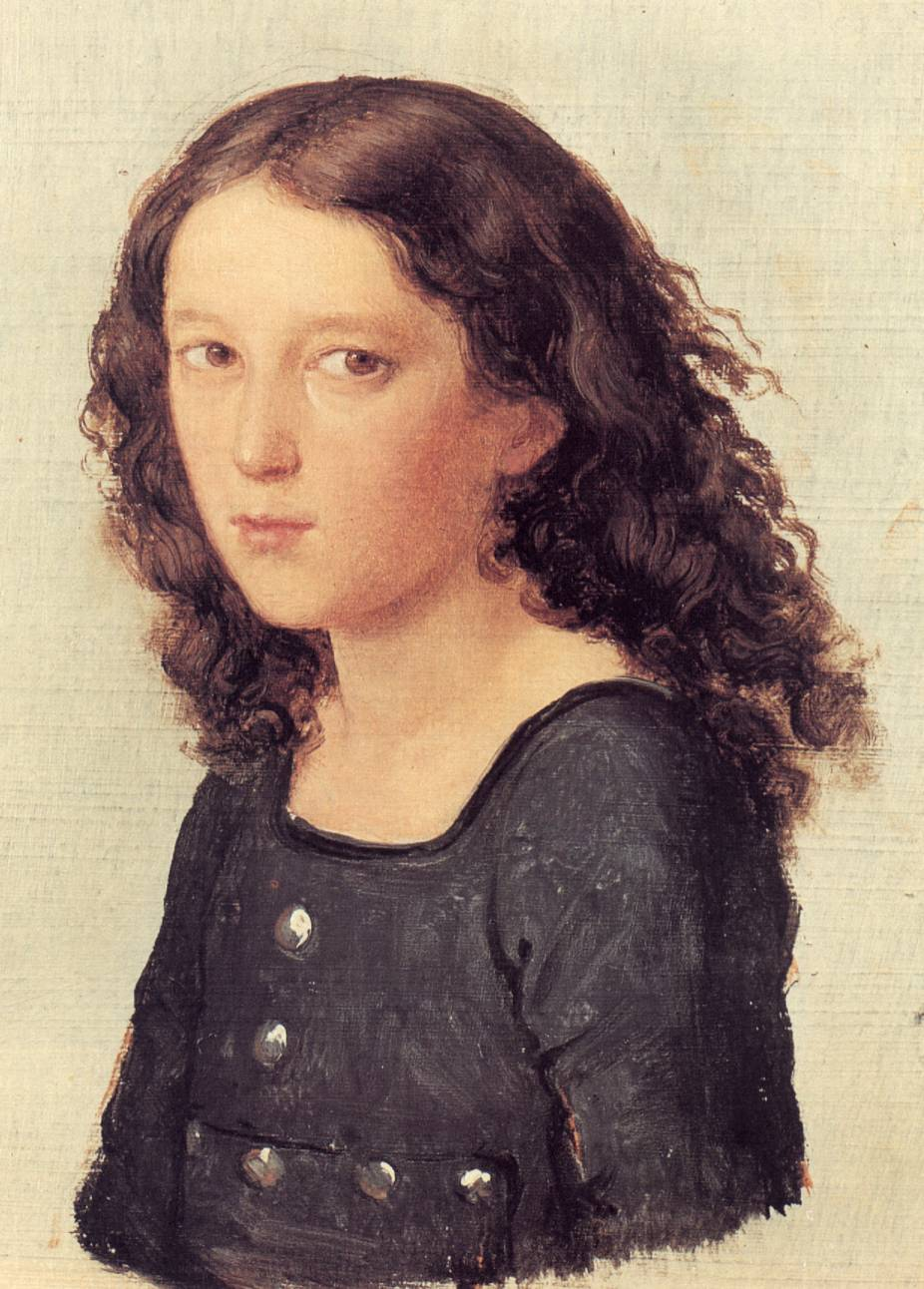
12歳のメンデルスゾーン
1821年 カール・ヨーゼフ・ベガス作

1809年2月3日、ドイツ北西部に位置する工業都市・ハンブルクにて、富裕な銀行家アブラハム・メンデルスゾーンとレア・ザロモンの息子として生まれた。彼が生まれたのと同じ家で、後に「ヴァイオリン協奏曲」の献呈を受け、初演者となるフェルディナンド・ダヴィッドが生を受けている。祖父モーゼス・メンデルスゾーンは、カントにも影響を残した有名なユダヤ人哲学者であった。母のレアはイツィッヒ家の出身で、兄弟にはヤコブ・ザロモンがいた。フェリックスは4人兄弟の2番目で、姉のファニーも有名なピアニストであり、女性作曲家の先駆者でもあった。彼女は迫害を矢面に受けて気難しくなっていく弟フェリックスの何よりの心の友、良き理解者、良き導き手だった。後に結婚が決まってからもその日記は夫となるべき人よりも弟フェリックスの為に多くのページが使われていたらしい。妹のレベッカは数学者のペーター・グスタフ・ディリクレと結婚した。弟のパウルはビジネスを学び、一家の銀行の子会社である銀行を率いる商才を発揮した。
1811年、一家はアブラハムの銀行がナポレオンの大陸封鎖令を破ろうとしたことに対する報復を恐れてハンブルクを離れ、ベルリンへ移った。両親は4人の子どもたち、ファニー、フェリックス、パウル、レベッカに最高の教育を受けさせたいと強く希望していた。当初、アブラハムはファニーの方がフェリックスよりも音楽的才能に恵まれていると考えていた。しかし、当時はアブラハムもフェリックスも、女性が音楽のキャリアを積むことは望ましくないと考えており、ファニーは活動を続けたもののアマチュア止まりとなった。またアブラハムは、フェリックスに関しても音楽の道に進ませることに乗り気ではなかったが、音楽に本気で身を捧げるという情熱がはっきりするとそれを認めた。
フェリックスの育った環境は知的なものだった。両親がベルリンにある自宅のサロンに画家、音楽家、科学者などを頻繁に招いていたからである。その中にはヴィルヘルムとアレクサンダー・フォン・フンボルトの兄弟、後にレベッカと結婚するディリクレなどがいた。サラ・ローゼンバーグ（Sarah Rothenburg）はその家庭の様子を「ヨーロッパが彼らの居間にやってくる」と記している。

#### バルトルディの名について
元はフェリックスの母方のおじであるヤーコプ・ザロモン・バルトルディが、ルイーゼン広場にあった同名の土地を相続し、そのまま姓として「バルトルディ」を名乗ったのが始まりとされている。アブラハムはユダヤの伝統に反して、フェリックスに割礼を受けさせないと決めた。フェリックスの家族は、アブラハムの代でプロテスタントのルーテル派に改宗していたのである。フェリックスらの姉弟は当初宗教色のない教育を施され、1816年にフェリックスが7歳の時にルーテル教会で洗礼を受けた。この時、フェリックスにはさらにヤーコプ・ルートヴィヒをいう名前が与えられた。アブラハムとレアが洗礼を受けたのは1822年のことで、この際1812年から使用していた「バルトルディ」を一家の姓として公式に採用することになった。これにはユダヤ教からキリスト教に改宗した事を表す意味合いがあったと言われている。アブラハムは後にフェリックスに宛てた手紙の中で、この決定にはアブラハムの父であるモーゼスの習慣との決別を示す方便だったと説明している。「ユダヤ教徒の孔子などいないのと同様に、クリスチャンのメンデルスゾーンなどもまた存在し得ないのだ」フェリックスは、メンデルスゾーン姓を名乗ることをやめさせようとした父の手前その名前を名乗ったが、彼自身は特に必要性を感じておらず、「バルトルディ」を使いたがらなかった。結局、彼はフェリックス・メンデルスゾーン・バルトルディと二重姓を名乗っていた。また、彼はエクトル・ベルリオーズの不敬虔にショックを受ける程、敬虔なキリスト教徒であったが、文化的な背景はユダヤ的な影響を強く受けており、自分自身がユダヤ人という意識を持っていたという。姉のファニーは1829年の手紙でこう述べている。「バルトルディ（中略）これは私たち皆が嫌っている名前です」

### キャリア

#### 音楽教育
彼以前にはモーツァルトがそうだったように、メンデルスゾーンは神童として知られていた。彼は6歳の時に母からピアノの手ほどきを受け始め、7歳になるとパリでマリー・ビゴーに付いて学んだ。一家がベルリンへ移ってからは、メンデルスゾーン家の4人の子どもは皆、クレメンティ門下のルートヴィヒ・ベルガーからピアノの指導を受けた。少なくとも1819年5月には、フェリックスと姉のファニーはベルリンで対位法をカール・フリードリヒ・ツェルターに師事している。これは彼のキャリアに重要な影響を与えた。彼にツェルターを薦めたのはほぼ間違いなく大叔母のザラ・レヴィ（Sarah Levy）である。彼女はバッハの息子のW.F.バッハの教え子であり、かつC.P.E.バッハのパトロンで、その未亡人には経済的援助を行う関係だった。ザラは生まれつきの優れた鍵盤楽器奏者であり、自身とメンデルスゾーン家が主な後援者で、ツェルターが指導者だった合唱団ベルリン・ジングアカデミーの管弦楽団としばしば共演していた。ザラはバッハ一族の重要な自筆譜を蒐集しており、彼女はそれらをジングアカデミーに贈った。合唱団を率いていたツェルターも保守的な音楽の好みから、バッハ一族とその音楽の伝統を称賛し、深く尊敬していた。これらのことがフェリックスの音楽嗜好に大きな影響を与えたと思われる。彼の作品にはバロック音楽や初期古典派を研究した跡が窺える。特にフーガやコラールには、彼が音楽的に深い影響を受けたバッハの名残である明確な調性と対位法が使用されている。

#### 早熟さの現れ

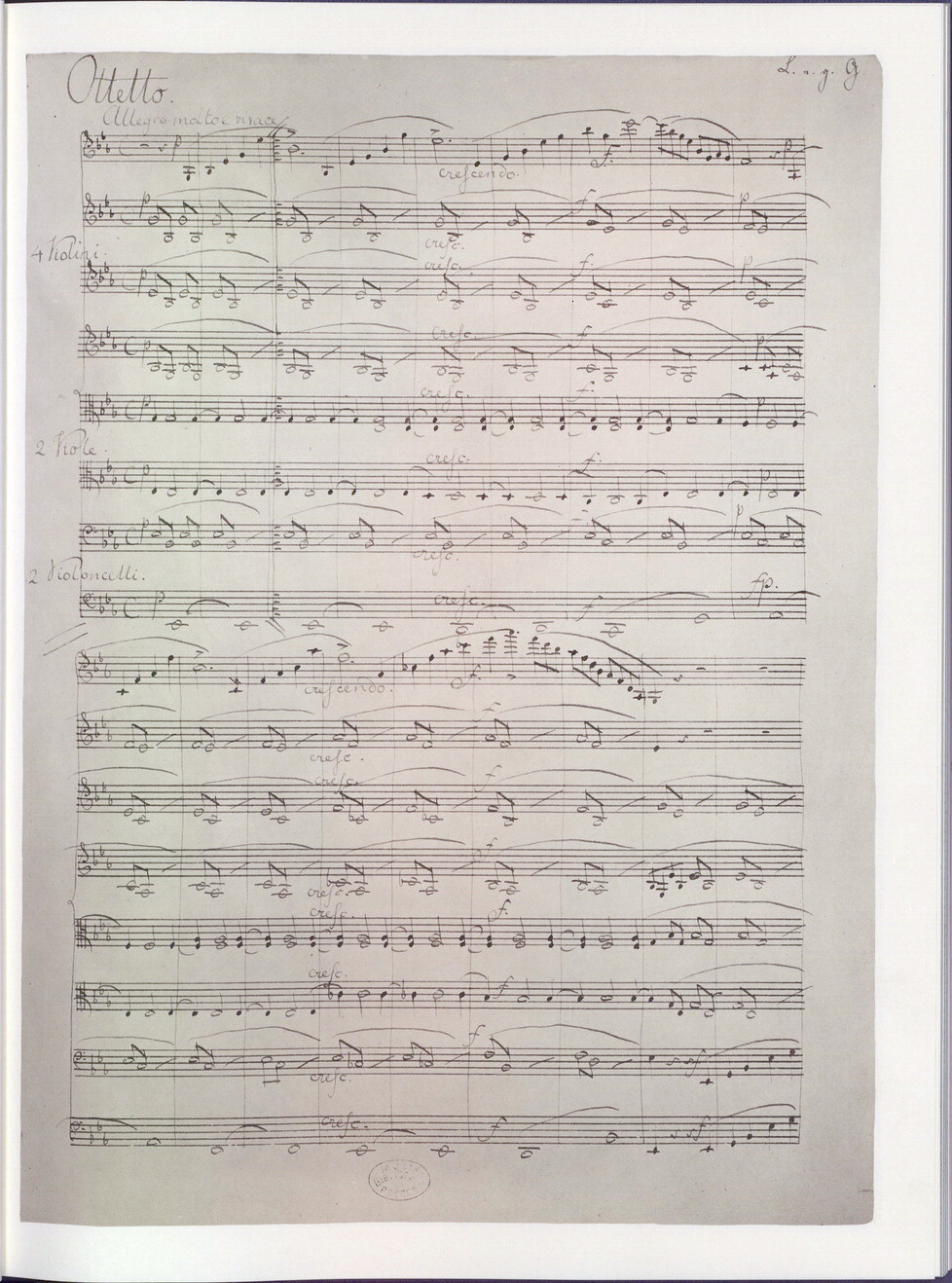
「弦楽八重奏曲」の草稿の最初のページ アメリカ議会図書館蔵

メンデルスゾーンが最初に公開演奏会に出演したのはおそらく9歳の時であり、この際に彼はホルンを伴う二重奏曲で室内楽に参加した。また彼は幼少期から多作な作曲家であった。思春期にあった彼の作品は、しばしばベルリンの知識人や裕福な両親が組織する私設の管弦楽団によって家庭で演奏された。12歳から14歳にかけて、メンデルスゾーンはそのような演奏会のために12曲の「弦楽のための交響曲」を作曲している。これらの交響曲は1世紀以上も無視され続けてきたが、現在では録音もなされ、演奏の機会もたまにある。最初に出版された作品は13歳で作曲した「ピアノ四重奏曲 第1番 ハ短調 Op.1」である。おそらく父アブラハムがアドルフ・マルティン・シュレジンガーの会社に働きかけて、この四重奏曲の出版にこぎつけたと考えられる。1824年には、15歳でフルオーケストラを用いた「交響曲第1番 ハ短調 Op.11」を作曲した。
16歳で作曲した「弦楽八重奏曲 変ホ長調 Op.20」は、メンデルスゾーンがその力量を現した最初の作品として知られる。この「八重奏曲」と共に1826年に書かれたシェイクスピアの「夏の夜の夢」への「序曲」は、彼の初期作品では最もよく知られる（彼は1842年に劇付随音楽として、有名な「結婚行進曲」を含む「夏の夜の夢 Op.61」も作曲している）。この「序曲」は演奏会用序曲の中でもおそらく最初期の例である。このようにわざと舞台での演劇を伴わずに演奏会形式で演奏され、その中から文学的主題を想起させるという形式の楽曲は、以降のロマン派の時代に人気のジャンルとなっていった。
1824年にメンデルスゾーンは作曲家でピアノのヴィルトゥオーゾだったイグナーツ・モシェレスの指導を受けるが、モシェレスは日記の中で彼に教えることは少ししかなかったと告白している。モシェレスは近しい仲間、生涯にわたる友人となる。1827年にはオペラ「カマチョの結婚」の初演が行われたが、メンデルスゾーンの生前には2度と上演されることはなかった。この上演の失敗により、彼は同ジャンルでのこれ以上の作曲のやる気をそがれてしまった。
音楽だけでなく、メンデルスゾーンは美術、文学、語学、哲学も学んでいた。特に西洋古典学に興味を示しており、1825年に家庭教師のハイゼ（Karl Wilhelm Ludwig Heyse）のためにプビリウス・テレンティウス・アフェルの喜劇「アンドロス島の女 Andria」を翻訳した。これに感銘を受けたハイゼは1826年に「彼の生徒 F****」（アスタリスクは原文ママ "Felix"など）の作品として出版している。この訳本によってメンデルスゾーンはベルリン大学で学ぶことができるようになり、1826年から1829年に同大学でヘーゲルの美学、ガンスの歴史学、リッターの地理学の講義に出席した。

#### ゲーテとの出会い、バッハの復活

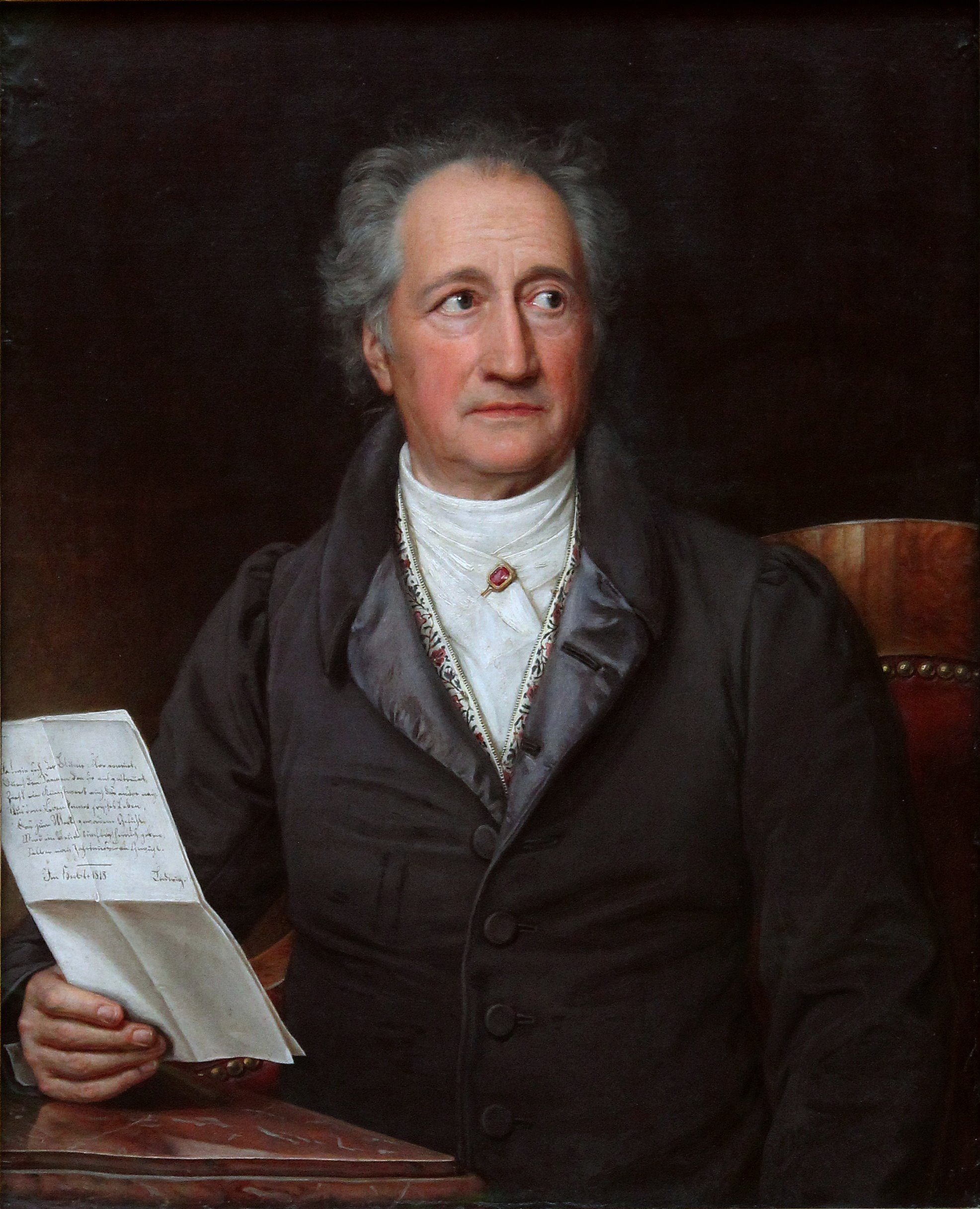
ゲーテ 1828年

1821年に、ツェルターは同時代の友人で書簡をやり取りする間柄だった文豪ゲーテにメンデルスゾーンを紹介した。この少年にいたく感銘を受けたゲーテは、ツェルターとの会話の中でモーツァルトとの比較を行っているが、これは確認できるものとしては最初期のものであろう。それは次のような内容である。
「音楽の神童（中略）は、もはやそれほど珍しいものではないだろう。しかし、この少年が即興でしていること、初見でする演奏は奇跡という次元を超えている。私はあれほど幼くしてこれだけのことが可能だとは思ったことがなかった」「あなたはモーツァルトが7歳の時フランクフルトで演奏するのを聴いたのでしょう？」とツェルターが問う。ゲーテは「そうだ」と答えてこう続けた。「（略）しかし君の生徒が既にやっていることを当時のモーツァルトに聴かせるのだとしたら、それは大人の教養ある話を幼児言葉の子どもに聞かせるようなものだよ」
メンデルスゾーンはその後何度かゲーテに招かれて会っており、ゲーテの詩の多くに曲をつけている。ゲーテに霊感を受けて作曲された作品には他に序曲「静かな海と楽しい航海 Op.27」とカンタータ「最初のワルプルギスの夜 Op.60」がある。また、メンデルスゾーンは1825年に作曲した「ピアノ四重奏曲第3番ロ短調 Op.3」をゲーテに献呈している。
1829年、ツェルターの後ろ盾と俳優エドゥアルト・デフリーントの協力を得たメンデルスゾーンは、ベルリンにおいてバッハの「マタイ受難曲」を編曲、自らの指揮により蘇演を果たした。この4年前に彼は祖母のベラ・ザロモンから、この当時はほぼ忘れられていた名曲の草稿の写譜を手に入れており、演奏に際しては、管弦楽と合唱をベルリン・ジングアカデミーが務めることになった。1750年にバッハが没してから初となるこの演奏の成功は、ドイツ中、そしてついにはヨーロッパ中に広がるバッハ作品の復活につながる重要な事件だった。この公演は、バッハのマタイ受難曲が難解であることに加えて、聴衆が興味を示さないという問題があったが、慈善公演として成功させた。利益は、貧しい少女のための裁縫学校の設立に使われた。当時「世界で最も偉大なキリスト教音楽をユダヤ人が復興させた」と評された。メンデルスゾーン自身もルーテル派であり、バッハの作品を「この世で最も偉大なキリスト教音楽」と見なしていた。この成功により、メンデルスゾーンの名声は20歳にして広く知れ渡った。またこの時に、彼としては珍しく自らの出自に関して言及している。「それを考えると、キリスト教徒の最も偉大な音楽を世界に蘇らせるには、俳優とユダヤ人の息子が必要だったということになりますね！」
続く数年間、メンデルスゾーンは広く演奏旅行に出かけた。中には最初の訪問となった1829年のイングランドや、ウィーン、フィレンツェ、ミラノ、ローマ、ナポリなどを含む様々な都市が名を連ね、彼は行く先々で現地の、もしくは訪ねてきた音楽家や画家と出会っている。この数年の旅先で得た着想が「フィンガルの洞窟」、「スコットランド交響曲」、「イタリア交響曲」など、彼の作品の中でも最も有名な曲へと結実するのである。

#### デュッセルドルフでの活動
1832年にツェルターが死去すると、メンデルスゾーンはベルリン・ジングアカデミーを引き継ぐことを希望した。しかし、1833年1月に行われた投票でカール・フリードリヒ・ルンゲンハーゲンに敗れた。メンデルスゾーンがまだ若かったこと、そして彼が起こしうる改革が懸念材料になったものと考えられる。また、彼のユダヤの出自もいくらかは関係していることが疑われる。この落選の後の数年間にわたり、メンデルスゾーンはイギリスとデュッセルドルフで仕事を行った。デュッセルドルフでは1833年に音楽監督に就任しており、これは彼が音楽家として給料を得た初めての職だった。
その年の春、メンデルスゾーンはデュッセルドルフのライン音楽祭を指揮した。彼はロンドンにおいて自ら発見した自筆譜を元にヘンデルのオラトリオ「エジプトのイスラエル人」の準備を整え、音楽祭の開始にこの曲をおいた。これをきっかけにドイツでヘンデルの再評価が進んだが、これは「マタイ受難曲」蘇演から始まったバッハ再興と類似したものといえる。メンデルスゾーンは劇作家カール・インマーマンと共にこの地方の劇場の水準向上に努め、1833年の暮れにはインマーマン演出によるモーツァルトの「ドン・ジョヴァンニ」で初めてオペラの指揮台に立つが、チケット代に関して聴衆の反感を買ってしまい気分を害する結果となった。このデュッセルドルフにおける日々の雑用は彼に不満を募らせていき、1834年には職を辞した。ミュンヘンとライプツィヒから音楽上の要職の提示を受けた彼は、1835年にライプツィヒ行きを決定する。

#### イギリスでの活動
1829年、メンデルスゾーンは初のイギリス訪問を果たした。かつて彼を指導したモシェレスは既にロンドンに居を構えており、やってきた弟子を影響力のある音楽家のサークルに紹介した。夏に訪れたエディンバラで会った人々の中には作曲家のジョン・トムソンがおり、後にメンデルスゾーンは彼に対しエディンバラ大学の音楽科教授になるよう薦めている。1844年の8回目の訪問の際、メンデルスゾーンはロンドンで5回ほどフィルハモーニック協会の演奏会の指揮台にのぼっており、こう記した。
これまでに今シーズンのようなことは（なかった）。夜1時半以前に眠れることなど1度もなく、毎日毎時の予定が3週間前から仕事でいっぱいになっていた。この2ヶ月の間にやり遂げた音楽は、同年の残りで扱った全ての音楽より多かったのである。
その後の訪問ではヴィクトリア女王に謁見する機会を得ており、女王は音楽に通じていた夫のアルバート公と共に彼の音楽を称賛している。
生涯に計10回のイギリス旅行を行ったメンデルスゾーンのイギリスでの滞在期間は約20ヶ月にのぼり、その地で熱烈な支持者を獲得した。これは彼にとってイギリスでの音楽生活への深い印象を刻むものだった。彼は作曲、演奏活動に勤しみ、またイギリスの出版社のためにヘンデルのオラトリオやバッハのオルガン作品の初めての決定版を編纂した。彼がスコットランドで得た霊感は、彼の作品の中でも特に有名な2つの曲として実を結んだ。序曲「フィンガルの洞窟」と「スコットランド交響曲」である。またメンデルスゾーンは、1833年に当時17歳だったイギリスの作曲家、ピアニストであるウィリアム・スタンデール・ベネットの演奏を耳にした。彼はベネットと近しく仕事をする仲となり、1836年から1837年のシーズンにはロンドンとライプツィヒで共に働くことになる。メンデルスゾーンのオラトリオ「エリヤ」が初演されたのは1846年8月26日、バーミンガムのバーミンガム音楽祭だった。この作品ではメンデルスゾーンがイングランドにいた時期に彼の作品に詩を書き、また彼の作品の多くを翻訳したウィリアム・バーソロミューの翻訳した英語の詩を用いている。最後の訪英となった1847年には、フィルハーモニック管弦楽団の演奏でベートーヴェンの「ピアノ協奏曲第4番」のソリストを務め、また自作の「スコットランド交響曲」の指揮をヴィクトリア女王とアルバート公の御前で披露している。

#### ライプツィヒとベルリンでの活動

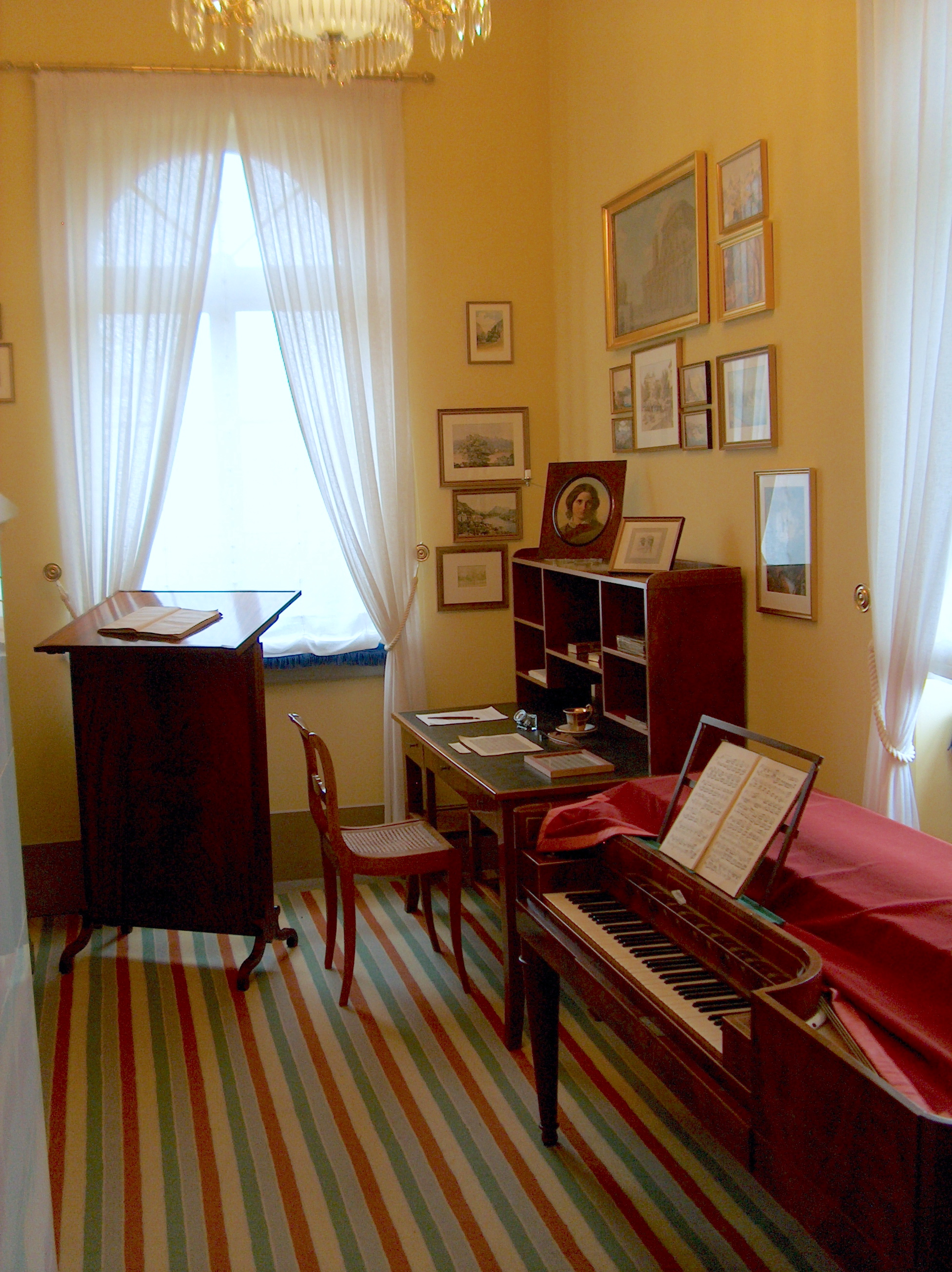
ライプツィヒのメンデルスゾーンの書斎

1835年、メンデルスゾーンはライプツィヒ・ゲヴァントハウス管弦楽団の指揮者に任命された。これはミュンヘンのオペラハウスでの音楽監督への誘い、またドイツの音楽雑誌「Allgemeine musikalische Zeitung」の編集部への勧誘を断っての選択だった。メンデルスゾーンはこの管弦楽団、オペラハウス、トーマス教会少年合唱団、また町の他の合唱組織や音楽学校と連携しながら、ライプツィヒの音楽水準の向上に集中した。彼が演奏会で取り上げたのは自作の他、3つのシリーズとなった「歴史的音楽コンサート」や同時代の作曲家の多くの作品などだった。彼の元には若手の作曲家や作曲家志望の者から、曲を取り上げてほしいとの依頼が殺到した。そのような中の1人にワーグナーがおり、彼は自分が送った「交響曲 ハ長調」の草稿をメンデルスゾーンが紛失したとして、嫌悪感を抱いた。メンデルスゾーンはシューベルト作品の復興にも携わっている。シューマンは、自ら発見したシューベルトの「交響曲第8番」の自筆譜をメンデルスゾーンへ送り届け、メンデルスゾーンはすぐさまこれを初演した。日時は1839年3月21日のライプツィヒで、シューベルトの死からは10年以上が経っていた。
ライプツィヒ時代のメンデルスゾーンにとって記念碑的な出来事となったのは、オラトリオ「聖パウロ」の初演である。1836年、デュッセルドルフのライン音楽祭で行われたこの演奏会の直前に父がこの世を去っており、メンデルスゾーンは非常に落ち込んでいた。彼はこう記している。「（私は）父に認められるための努力をこれからも決して止めはしません（中略）しかし私はもはやその努力を楽しむことはできないのです」同時代の作曲家の多くは「聖パウロ」を彼の最高傑作であるとみなし、これが彼のヨーロッパでの名声を確固たるものとした。
1840年にプロイセンの王位に付いたフリードリヒ・ヴィルヘルム4世はベルリンを文化の中心都市にしたいと希望しており、音楽学校の新設や教会音楽の刷新などを含めた改革の先頭に、メンデルスゾーンを立てたいという意向が明白であった。しかしメンデルスゾーンはライプツィヒでの強力な地位があったこともあり、この事業に乗り気ではなかった。とはいえ彼は一時ベルリンに滞在し、教会音楽を作曲したり、王の求めに応じソポクレスの「アンティゴネ」（1841年）と「コロノスのオイディプス」（1845年）、シェイクスピアの「夏の夜の夢」（1843年）、ジャン・ラシーヌの「アタリー」（1845年）に曲をつけるなどした。しかし学校新設の基金は実際に準備されることはなく、メンデルスゾーンが宮廷との間に交わした財政、地位、演奏会予定などの約束は守られなかった。このため彼はライプツィヒへ戻るために暇を頂戴することをためらわなかった。

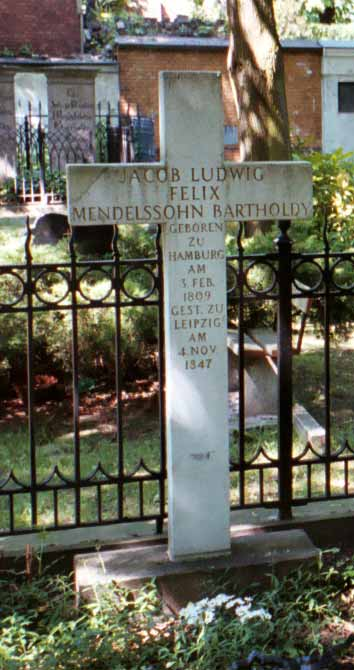
メンデルスゾーンの墓

1843年、メンデルスゾーンは重要な音楽学校を設立することになる。ライプツィヒ音楽院、現在のフェリックス・メンデルスゾーン・バルトルディ音楽演劇大学ライプツィヒである。彼はモシェレスとシューマンに対し、講師として加わるように説得を行っている。他の名高い音楽家たち、ヴァイオリニストのフェルディナンド・ダヴィッドやヨーゼフ・ヨアヒム、音楽理論家のモーリッツ・ハウプトマンらも教員として参加した。1847年のメンデルスゾーンの死後は、学長を引き継いだモシェレスが彼の音楽院での伝統を実践した。

#### 最期
メンデルスゾーンは晩年、神経症の悪化と過労によるものと思われる不健康に苦しめられた。イングランドへの最後の演奏旅行は、その過密日程から彼を疲弊させ、病へと追いやった。1847年5月14日に姉のファニーが死去したことで、彼は苦悩に苛まれる。それから半年にも満たない11月4日、メンデルスゾーン自身もライプツィヒで度重なる発作の末、帰らぬ人となった。38歳だった。かねてから体調が思わしくなく、症状より死因は脳卒中と思われる。最期の言葉は「疲れたよ、ひどく疲れた。 Ich bin müde, schrecklich müde.」であった。祖父のモーゼス、姉のファニー、そして両親も同じ脳卒中で最期を迎えている。彼の葬儀はライプツィヒのパウリン教会で執り行われ、亡骸はベルリン、クロイツベルク区の聖三位一体教会の第1墓地に埋葬された。棺にはモシェレス、シューマン、ニルス・ゲーゼなどが付き添った。

### 私生活

#### 人物

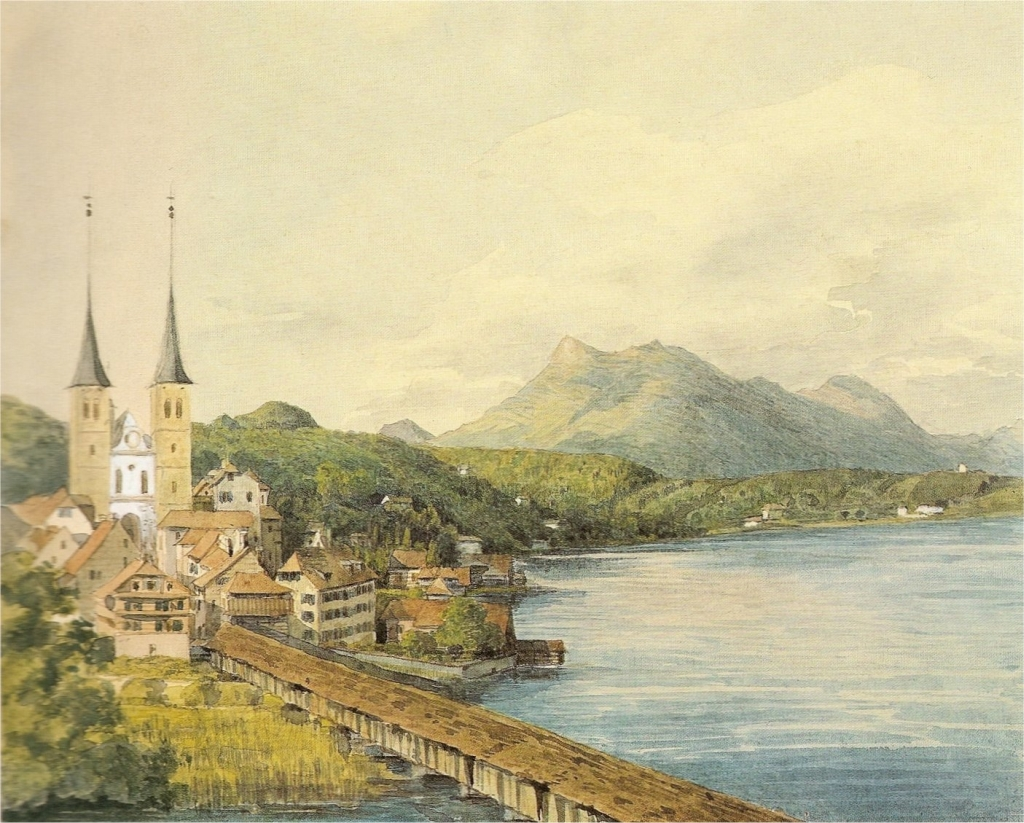
ルツェルンの風景
1847年 メンデルスゾーン画

メンデルスゾーンは早熟の天才であり、一度見た楽譜、一度聴いた音楽を完璧に記憶する能力を有していたと言う。伝承されている逸話の1つとして、彼の代表作の1つである「夏の夜の夢 序曲」の楽譜を引越す際に紛失してしまうも、記憶だけを頼りに全てまた書き出して見せた、というものがある。後に初稿の楽譜が発見されるが、書き直した楽譜と元の楽譜は7箇所が異なるだけで、後は、完璧に同じだったという。その7箇所も間違えたのではなく、メンデルスゾーン本人が意図して直したものではないかと言われている。
多数の言語を自在に操り、青年になる頃にはドイツ語のみならず、ラテン語、イタリア語、フランス語、英語を話していた。また詩作や絵画にも関心を持ち、多くの水彩画作品を残している。こういった才能は生涯にわたって、彼自身や友人たちとの楽しみのために披露されていた。現在、これらの水彩画は、ライプツィヒのメンデルスゾーン記念館に展示されている。彼の膨大な書簡からは、ドイツ語と英語による機智に富んだ文才が垣間見え、時には文字と共に面白おかしいスケッチや漫画が添えられている。メンデルスゾーンは宛先未詳の手紙の中で、死についてこう記していた。「そこにはまだ音楽があって、でも悲しみや別れがこれ以上なければいいですね」 
彼の死後、特に甥のゼバスティアン・ヘンゼルによって詳述された一家の思い出の中のメンデルスゾーン像は美化されているきらいがあり、常に平穏で幸福そうな、気性の穏やかな人物であるという評価は誤解のもとになっている。彼はよそよそしさゆえに「不機嫌なポーランド伯爵」とあだ名され、彼自身が自ら書簡の中でこれに言及している。メンデルスゾーンは周囲を驚かせるような感情の興奮状態に陥ることがしばしばあり、それは時に崩壊をきたしていた。1830年代のある時の発作は以下のようなものであった。「家族が一堂に会したとき（中略）彼の興奮は恐ろしいほどに高まり（中略）彼は意味不明なことを、しかも英語で喋り始め、家族は皆恐れおののいた。ついには父の厳しい一喝が制御を失した言葉の奔流に止めを指し、彼らは彼を寝室へ連れて行った。12時間熟睡した彼はいつもの状態へと戻っていた」こうした発作に脳卒中との関連を疑う声もある。

#### 宗教観
メンデルスゾーンは洗礼により、たとえ熱心でなかったとしてもルーテル教会に帰属していたが、彼は自らのユダヤの先祖、特に祖父のモーゼスを意識し、誇りに思っていた。彼は出版社を経営するハインリッヒ・ブロックハウス（Heinrich Brockhaus）にモーゼスの作品全集の出版を持ちかけた発起人であり、これは叔父のヨーゼフの支えによって継続された。メンデルスゾーンは手紙や会話の中で、内に秘めた信仰について述べることに消極的だった。彼の友人の俳優エドゥアルト・デフリーントはこう記している。「（彼の）深い信念はこの世との交わりの中では、決して口に出されることはなかった。ごく稀に、親密な瞬間に少しだけ、ほとんどはユーモアをもってほのめかされる程度に顔を出したのである」例えば妹のレベッカに宛てた手紙の中で、彼女の不快な親類に対する不平を強く叱責しつつこう述べている。「ユダヤ人には敵意を持っていないって言葉はどういう意味なんだい。冗談だと願ってるよ（中略）家族を軽蔑しないのが君の素敵なところだろ、違うかい」現代の学者の中には、メンデルスゾーンが自分のユダヤ性に深く共感しつつも、キリスト教信仰に真摯な態度を取っていたと証明しようとする者もいる。

#### 同時代人との交流
メンデルスゾーンは生涯を通じて、同時代の仲間たちによる急進的音楽の発展には慎重な立場であった。時にいくらか冷淡となりつつも、普段はベルリオーズ、リスト、マイアベーアといった人物らとも友好的な関係を築いていた。しかしメンデルスゾーンは、書簡の中では彼らの作品を認められない正直な心情を吐露していた。例えば、リストに関してはこう述べている。リストの楽曲は「彼の演奏に比べると劣っており、（中略）ヴィルトゥオーゾ風にしつらえただけのものだ」また、ベルリオーズの序曲「宗教裁判官」では「オーケストレーションが混乱の極みであり（中略）彼の楽譜を触った後には手を洗わなくてはならない」そして、マイアベーアのオペラ「悪魔のロベール」については「あさましいと思う」と述べ、登場人物のならず者ベルトラム（Bertram）を「安っぽい悪魔」と呼んでいた。友人で作曲家のフェルディナント・ヒラーが会話の中で、メンデルスゾーンがマイアベーアそっくりに見えると言ったところ、彼は大層取り乱してすぐさま飛び出していき、髪型を変えて見分けが付くようにした。しかし、実はメンデルスゾーンとマイアベーアはラビのモーゼス・イッサーレスの子孫であり、遠い従兄弟だった。
とりわけ、メンデルスゾーンはパリとパリの音楽に最も疑念を抱いており、ほとんど堅苦しいまでの距離をとっていた。彼がその地を訪れていた間に、彼にサン＝シモン主義への興味を持たせようとの試みがなされたが、みっともない事態となった。
メンデルスゾーンが唯一近しい個人的交流を継続したモシェレスが、彼よりも上の世代でかつ彼同様に保守的態度を取っていたことは重要である。モシェレスは1870年にこの世を去るまで、ライプツィヒ音楽院でこうした態度を貫いた。

#### 結婚と子どもたち

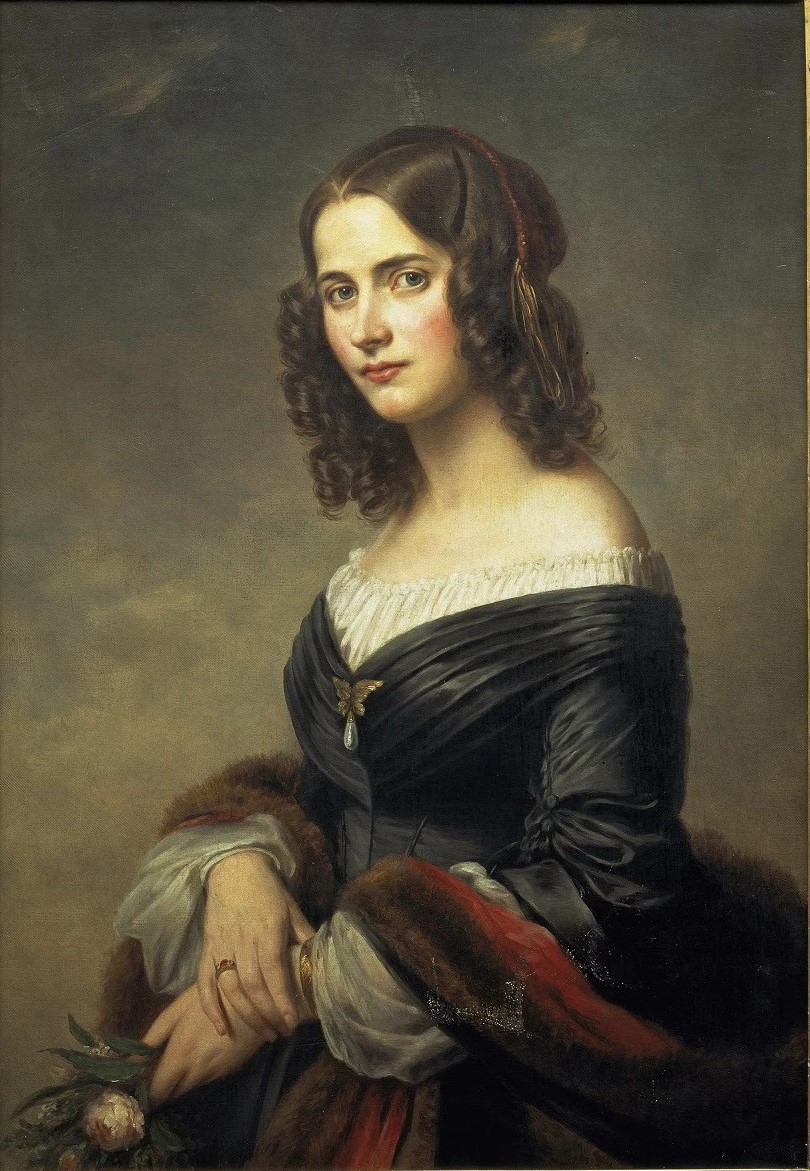
妻セシル 1846年
エドゥアルド・マグヌス画

メンデルスゾーンは1837年3月28日に、フランスのプロテスタントの聖職者の娘、セシル・シャルロット・ソフィ・ジャンルノー（Cécile Charlotte Sophie Jeanrenaud、1817年10月10日 - 1853年9月25日）と結婚した。2人は5人の子に恵まれた。カール（Carl）、マリー（Marie）、パウル（Paul）、リリ（Lili）とフェリックス（Felix）である。下から2番目のフェリックス・アウグストは1844年にはしかに罹り、以後健康を取り戻すことなく1851年に死去した。最年長のカール・メンデルスゾーン・バルトルディ（1838年2月7日 - 1897年2月23日）は著名な歴史家となり、ハイデルベルク大学とフライブルク大学で歴史の教授を務めた。最後はフライブルクの精神病院で生涯を閉じた。パウル・メンデルスゾーン・バルトルディ（1841年 - 1880年）は有名な化学者で、アニリン染料の工業的生産において先駆的役割を果たした。マリー（1839年 - 1897年）はヴィクトール・ベネッケ（Victor Benecke）と結婚し、ロンドンに住んだ。リリ（1845年 - 1910年）は、後にライプツィヒ大学の法学の教授となるアドルフ・ヴァッハ（Adolf Wach）と結婚した。家族の資料はマリーとリリの子どもたちに受け継がれ、メンデルスゾーンの草稿の膨大なコレクションの基礎を形作った。中には「グリーン・ブックス」と呼ばれる彼の書簡も含まれており、現在これらはオックスフォード大学のボドリアン図書館に収蔵されている。妻のセシルは夫の死から6年弱が経った1853年9月25日、36歳の若さで彼の後を追った。

#### ジェニー・リンド

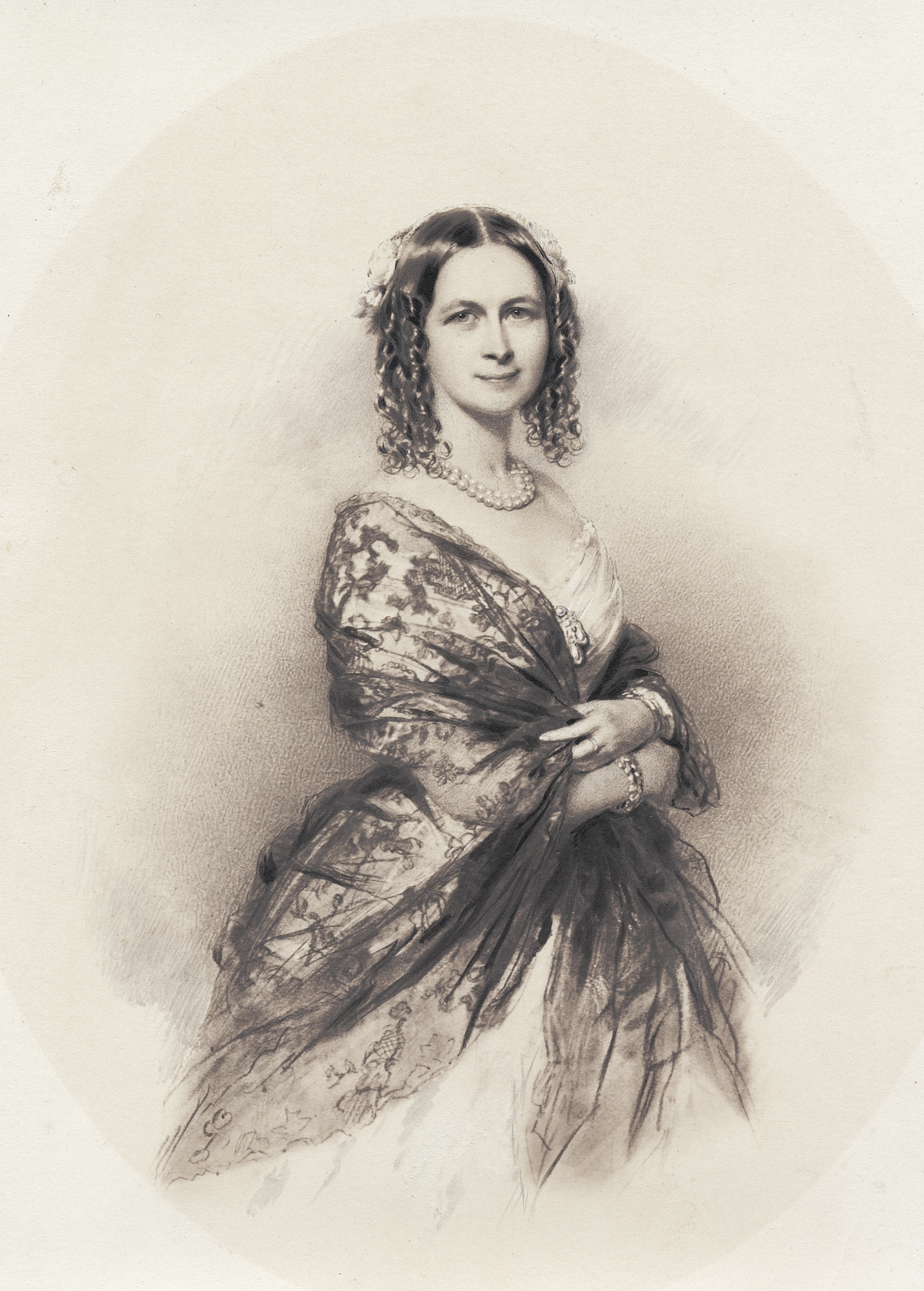
ジェニー・リンド

総じて、メンデルスゾーンの人生は同時代のワーグナー、ベルリオーズ、シューマンなどに比べると平凡なものと思われる。例外は1844年10月に出会ったスウェーデンのソプラノ歌手、ジェニー・リンドとの関係である。ロンドンの王立音楽アカデミーのメンデルスゾーン奨学基金に保管されている、リンドの夫で作曲家のオットー・ゴルトシュミットの宣誓供述書には、1847年に当時未婚であったリンドに対して、メンデルスゾーンがアメリカへ駆け落ちしようと誘った書面に関する記載があるとされている。この宣誓供述書には公開の要望があるが、封が開けられていながらもメンデルスゾーン奨学基金が閲覧を許可していない。
メンデルスゾーンはリンドと何度も会っては仕事を共にし、彼女のためにライン川の乙女ローレライ伝説に基づくオペラ「ローレライ」に着手した。しかし、この作品は彼の死によって未完に終わっている。彼はオラトリオ「エリヤ」にハイ嬰F音を用いたが、これはリンドの声を念頭に置いたものとされる。しかし、彼女がこのパートを歌ったのはメンデルスゾーンの死後、1848年12月のことであった。彼は1847年にマイアベーアのオペラ「悪魔ロベール」の公演に出席した。彼はこのオペラを軽蔑していたが、アリス役となったリンドのイギリスデビューを聴くためだった。彼に同席した音楽評論家のヘンリー・チョーリーはこう記している。「私はここに書いているような、メンデルスゾーンの彼女を楽しむ笑顔を目にした。リンドの才能は底知れず、彼はこちらを振り返って私を見ながら、心から不安が消えたかのような表情をした。彼の彼女への愛着である。リンドの歌手としての天賦の才は無限大だが、彼が彼女の成功を願う思いもまた限りないものである」
メンデルスゾーンの死に際して、リンドはこう記している。「（彼は）私の精神を満たしてくれる唯一の人でした。彼を見つけたと思った途端、また失ってしまったのです」1869年、リンドはメンデルスゾーン生誕の地であるハンブルクに彼を記念する飾り板を掲げた。1849年にはメンデルスゾーン奨学基金を設立し、基金は2年ごとにイギリス在住の若い作曲家に対しメンデルスゾーンを記念した賞を与えている。1856年の受賞者第1号となったは、14歳のアーサー・サリヴァンだった。

## 作曲家として
メンデルスゾーンは幼い年代から優れた作品を生み出してはいたが、リチャード・タラスキンは次のような見解を示している。
彼は早熟な幼年期の様式を脱することはついになかった。（中略）彼は保守的なスタイルにとどまり続け（中略）「革命的な」新しさを提示して注目を集める必要性を感じていなかった。彼はキャリアを通じて、かつての音楽に誠意をみせることをよしとしていたのである。かつての音楽とは、彼の時代には既に終わったものと考えられていた古典派形式のことである。彼のロマン主義は既に最初期の頃より明らかであり、非常に因習的、客観的基質の音楽的「描写」となって現れていた（ただし、優雅な装飾を施されてはいたが）。
このように、彼は同時代のワーグナーやベルリオーズ、またシューマンやショパンとさえも大きく異なっていた、とする見解がある。この節ではこれを踏まえ、彼の作品を作曲年代順ではなくジャンルごとに眺めていくことにする。

### 初期作品
若いメンデルスゾーンは幼少の頃よりバッハ、ベートーヴェン、モーツァルトの音楽に大きな影響を受けており、12の弦楽のための交響曲にもその痕跡がみてとれる。これらの楽曲はメンデルスゾーン家での内輪の演奏会用に書かれたものであり、死後長い間出版も演奏もされなかった。作曲年代は1821年から1823年であり、この時彼は12歳から14歳だった。
メンデルスゾーン作品で最初に出版されたものは、3つのピアノ四重奏曲である（1822年-1825年 第1番 ハ短調、第2番 ヘ短調、第3番 ニ短調）。しかし、彼の才能は、特に次の作品群に早熟さとして現れることになる。
- 弦楽八重奏曲 （1825年）

- 序曲「夏の夜の夢 序曲」。全曲版も、当時メンデルスゾーンと親しい付き合いのあったアドルフ・ベルンハルト・マルクスからの影響を受けている。

- 2つの初期弦楽四重奏曲：第1番（1829年）と第2番（1827年）。両曲とも彼が熱心に研究したベートーヴェンの後期弦楽四重奏曲（第12番、第13番、第14番、第15番、大フーガ、第16番）の技法と発想を掴み取った内容となっている[84]。

これら4つの作品では形式、和声、対位法、色彩感、そして作曲技法が直感的に把握されており、しばしば指摘される彼のモーツァルトを超える早熟な学習能力が示されている。

### 交響曲
メンデルスゾーンの成熟した交響曲群は、作曲順ではなく出版順に番号が振られている。作曲順に番号をならべると第1番、第5番、第4番、第2番、第3番の順になる。ただし第3番に関しては、10年以上にわたって作曲に取り組んでいたこともあり、どこに位置づけるべきかは議論の余地がある。彼は第5番に着手した後すぐに同曲のスケッチに取り掛かったものの、全曲を完成したのは第5番と第4番の後となった。
「交響曲第1番 ハ短調」はフルオーケストラを用いた作品で、メンデルスゾーンが15歳の1824年に書かれた。この作品は実験的なもので、ベートーヴェンとウェーバーの影響が見られる。メンデルスゾーンは初めてロンドンを訪れた1829年に、ロイヤル・フィルハーモニック協会管弦楽団を指揮してこの曲を演奏している。第3楽章には八重奏曲の第3楽章スケルツォを管弦楽編曲したものを代用した。この形で曲は成功を収め、彼のイギリスでの名声の礎を築くことになった。
1829年から1830年に、メンデルスゾーンは「交響曲第5番 宗教改革」を作曲した。これはルーテル教会の信条の一つであるアウクスブルク信仰告白300周年を記念したものである。メンデルスゾーンは曲の出来に満足しておらず、総譜の出版を認めなかった。
「スコットランド交響曲」として知られる「交響曲第3番」は作曲と改訂が断続的にされ、それは1829年（彼はホリールード宮殿訪問の際に開始主題を書き記している）から1842年まで及んだ。この年に同曲はライプツィヒで初演され、これが公開演奏された彼の最後の交響曲となった。この曲はロマン主義の中にスコットランドの空気感を思い起こさせるが、スコットランド民謡の旋律は引用されていない。
メンデルスゾーンはイタリア旅行から着想を得て、「イタリア交響曲」として知られる「交響曲第4番」を作曲した。彼は1833年に自らの指揮でこれを初演したが、その後も改定を計画しており、生涯この曲の出版を許可しなかった。
メンデルスゾーンの合唱交響曲である「交響曲第2番 変ロ長調」は『賛歌 Lobgesang』と銘打たれており、ライプツィヒにおける印刷技術発明400周年を祝して書かれたものである。初演は1840年6月25日に行われた。

### 他の管弦楽曲

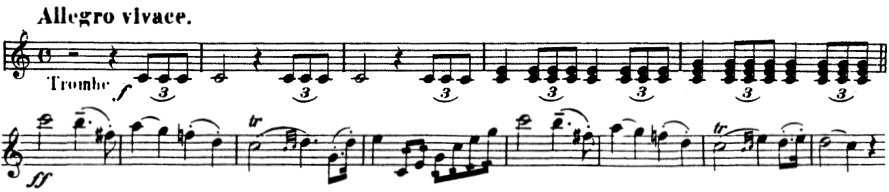
夏の夜の夢 op.61の結婚行進曲の主題を含むトランペットパートの抜粋

メンデルスゾーンは1830年に演奏会用序曲「フィンガルの洞窟」を作曲した。これは1820年代後半に、スコットランド各地を訪れた際に得た霊感がもとになっている。彼はグランドツアーの一環としてヘブリディーズ諸島やスタファ島のフィンガルの洞窟を訪れた。非常に強い感銘を受けた彼はその場で序曲の開始主題を殴り書きし、その日の午後に実家宛の手紙に加えて発送した。
キャリアを通じて、彼は他にも多くの演奏会用序曲を作曲している。中でもよく演奏されるのはヴィクトル・ユーゴーの戯曲「リュイ・ブラース」の慈善公演のために作曲された序曲「リュイ・ブラース」であるが、メンデルスゾーンはこの戯曲を嫌っていた。また、同じく演奏機会の多い序曲「静かな海と楽しい航海」は、ゲーテの2編の詩「海の静けさ」と「楽しい航海」を題材にしている。序曲「美しいメルジーネの物語」も知られた楽曲である。
1843年作曲の付随音楽「夏の夜の夢」は有名な「結婚行進曲」を含むもので、1826年の序曲から17年後の作曲となる。

### オペラ
メンデルスゾーンは若い頃に、数曲のジングシュピールを家庭での演奏のために作曲した。オペラ「ボストンから来たおじさん、または二人の甥」は、15歳の誕生日に彼のためにリハーサルが行われた。1829年の「異国からの帰郷」は両親の結婚記念を取り違えて書かれたお祝いの作品であり、彼の生前には出版されなかった。1825年に作曲された「カマチョの結婚」はより洗練された作品で、一般に上演するためドン・キホーテのエピソードに基づいて書かれた。1827年にベルリンで上演されたものの、反応は冷ややかだった。メンデルスゾーンは初演の幕が下りる前に劇場を後にし、以降の公演はキャンセルされた。
彼は完全なオペラを製作するという意志を捨てることなく、様々な題材を温めていた。後にワーグナーが取り上げる「ニーベルンゲンの歌」もその1つである。しかし、どの計画も数ページのスケッチをするにとどまり、それ以上は進展しなかった。メンデルスゾーンの晩年に、オペラ興行主のベンジャミン・ラムレーはシェイクスピアの「テンペスト」をウジェーヌ・スクリーブの台本で書かないかと持ちかけ、メンデルスゾーンが死去した1847年にも同作が完成間近だと告知している。最終的に台本はジャック・アレヴィによるものとなっていた。また、メンデルスゾーンは死去した際、ローレライの話に基づくオペラのスケッチをいくらか遺していた。

### 協奏曲

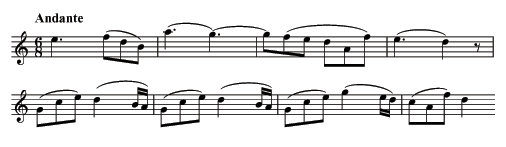
ヴァイオリン協奏曲第2楽章の主要主題

フェルディナント・ダヴィッドのために書かれた「ヴァイオリン協奏曲 ホ短調 op.64」（1844年）は、メンデルスゾーンの作品の中でも最も人気のある曲の1つとなった。今日においても3大ヴァイオリン協奏曲のひとつとして数えられる。ダヴィッドはメンデルスゾーンがこの曲に取り組んでいる時期に近しく仕事をする仲であり、所有していたグァルネリのヴァイオリンでこの協奏曲の初演のソリストを務めた。
メンデルスゾーンはもう1曲、あまり知られていない「ヴァイオリン協奏曲 ニ短調」（1822年）を作曲している。一般的なピアノ協奏曲は全4曲ある。第0番 イ短調（1822年）、第1番 ト短調 op.25 （1831年）、第2番 ニ短調 op.40 （1837年）、第3番 ホ短調 （遺作 断片のみ 1844年）である。また、2台のピアノのための協奏曲が、15歳で作曲したホ長調 MWV O5と17歳で作曲した変イ長調 MWV O6の2曲である。さらに、2台の独奏楽器を有する協奏曲には「ヴァイオリン、ピアノと弦楽のための協奏曲 ニ短調」（1823年）がある。また、単一楽章のピアノの協奏的作品も作られている。1834年の「華麗なロンド 変ホ長調 op.29」、1832年の「華麗な綺想曲 ロ短調 op.22」、1838年の「セレナードとアレグロ・ジョコーソ ロ短調 op.43」である。また、コンチェルティーノ（小協奏曲）が2曲あるが、元はクラリネット、バセットホルン、ピアノのために書かれたop.113とop.114である。op.113には作曲者自身による管弦楽編曲版がある。

### 室内楽曲
メンデルスゾーンの成熟した作曲様式は多くの室内楽曲にも現れており、ここではより大規模な作品には欠けている情動的な熱っぽさがみられる。とりわけ、彼の弦楽四重奏曲の最後の作品で、かつ最後の主要作品となった「弦楽四重奏曲第6番」は、姉のファニーの死の後に書かれており、力強く雄弁である。弦楽五重奏曲には2曲、「弦楽五重奏曲第1番」と「第2番」がある。各種器楽ソナタには「クラリネットソナタ」、「チェロソナタ第1番」と「第2番」、「ヴィオラソナタ」、「ヴァイオリンソナタ」が知られる。ピアノ三重奏曲は3曲（1820年に作曲されたハ短調の三重奏曲、「第1番」、「第2番」）があり、このうち第1番においては彼としては珍しく仲間のフェルディナント・ヒラーの助言を仰いでいる。メンデルスゾーンは彼の言葉に従い、ピアノパートをよりロマン派風の、シューマン的様式に書き換え、これが高い効果を発揮している。
少年時代には、ピアノ、ヴァイオリン、ヴィオラのための三重奏曲、ピアノ六重奏曲（Pf,Vn,2Va,Vc,Cb）などの独自の編成を試みた作品も残しているが、これらはいずれも死後に出版されている。

### 合唱曲

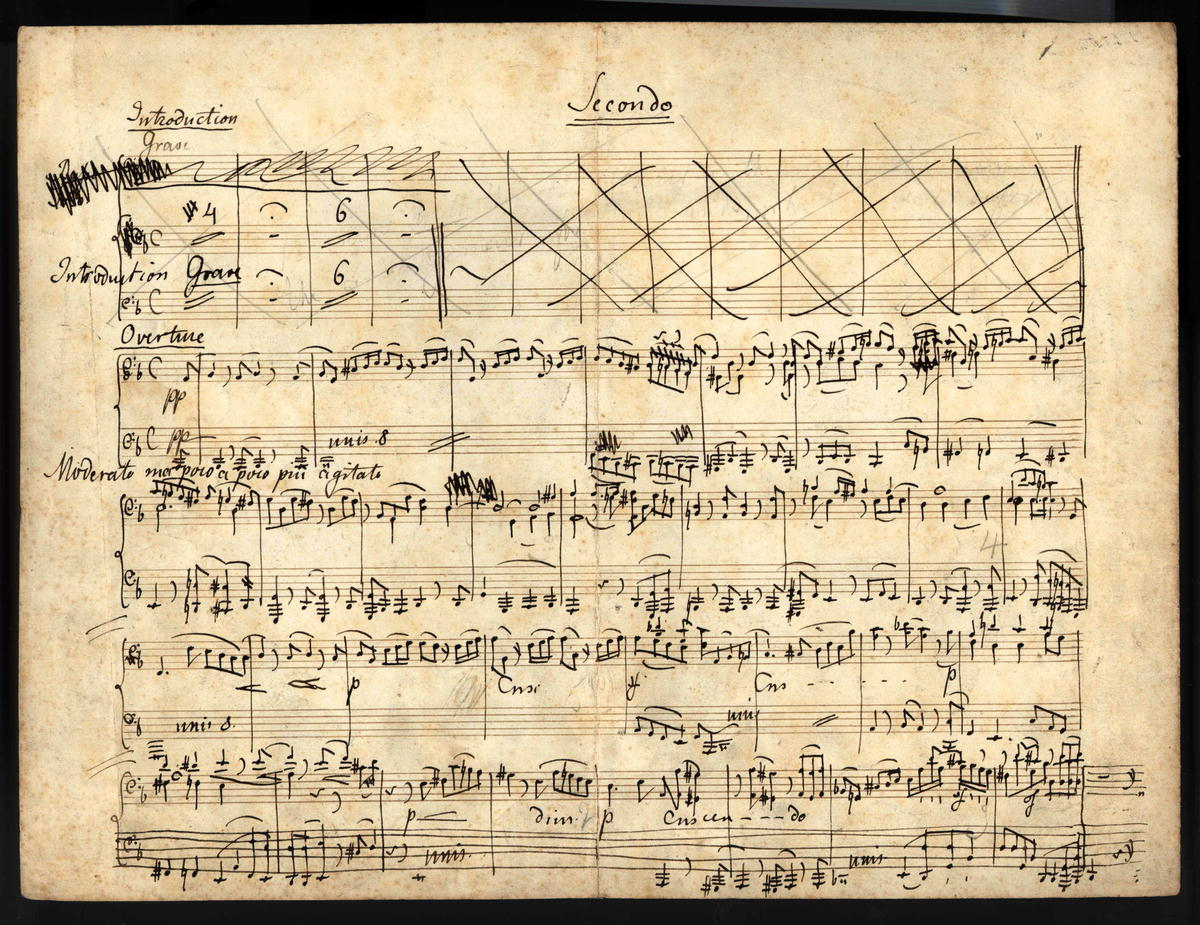
「エリヤ」の作曲者自身によるピアノ2台用編曲の一部 アメリカ議会図書館蔵

メンデルスゾーンが聖書に影響を受けて作曲した2つの大規模なオラトリオ、1836年の「聖パウロ」と1846年の「エリヤ」はバッハの影響も強く受けたものである。未完成のオラトリオ「クリストゥス Christus」はレチタティーヴォ、合唱There Shall a Star Come out of Jacobと男声の三重唱で構成されている。合唱はしばしば演奏される。
「最初のワルプルギスの夜」は著しく異なり、より顕著にロマン派的な作りになっており、ゲーテのバラッドに合唱と管弦楽をあてがっている。ゲーテは本作で、キリスト教信仰初期にハルツ山地のドルイドが行っていたペイガニズムの儀式を描写している。学者のハインツ＝クラウス・メツガーはこの注目すべき総譜を見て「ユダヤ人がキリスト教による支配に抗っている」と評している。
メンデルスゾーンは合唱のみや、合唱とオルガンによる小規模な宗教音楽にも多くの作品を遺している。大半は英語で書かれるか、または英語に翻訳されており、現在でも人気が高い。中でも最も有名なのは「我が祈りを聞きたまえ」であり、『おお、鳩の翼に O for the Wings of a Dove』を含む第2部は単独の楽曲としても人気がある。この楽曲は混声合唱、オルガンと、難技巧を要求する長いパッセージを持つボーイソプラノまたはソプラノのソロのための曲である。このため、特に教会や聖堂の少年聖歌隊員の間では有名で、ボーイソプラノの独唱で録音もよくされている。メンデルスゾーンの伝記作家のトッド（Todd）はこう述べている。「イングランドにおけるこの聖歌の人気こそが（中略）後にヴィクトリア朝時代の道徳観を軽蔑的にみる者たちから、曲が表層的だという非難を浴びせられる原因となるのである」
賛美歌のメンデルスゾーンのメロディーとしては、ウィリアム・ハイマン・カミングスがメンデルスゾーンのカンタータ「祝典歌」から取り、チャールズ・ウェスレーの賛美歌「天には栄え」と合わせた楽曲が広く歌われている。これは元々メンデルスゾーンが宗教曲には合わないと感じた1840年代の世俗的楽曲の一節からの抜粋であるが、クリスマスの定番となっている。

### 歌曲
ピアノとのソロや二重唱など多くの作品を残している。そのほとんどは簡素な形式で、有節歌曲の形から少し改変したものである。「歌の翼に」など数曲が人気を得ており、フランツ・リストは「歌の翼に」や「新しい恋」（ハイネの詩による）を含む9曲を、ヴィルトゥオーゾ的な技巧を用いてピアノ独奏曲に編曲している（S.547-548）。
メンデルスゾーンの名前で世に出された歌曲は数多いが、その中の6曲は姉のファニーによって作曲されたものである。これはメンデルスゾーン家の古い考え方や、彼女自身が内気な性格であったことなどが原因であったと考えられる。

### ピアノ曲

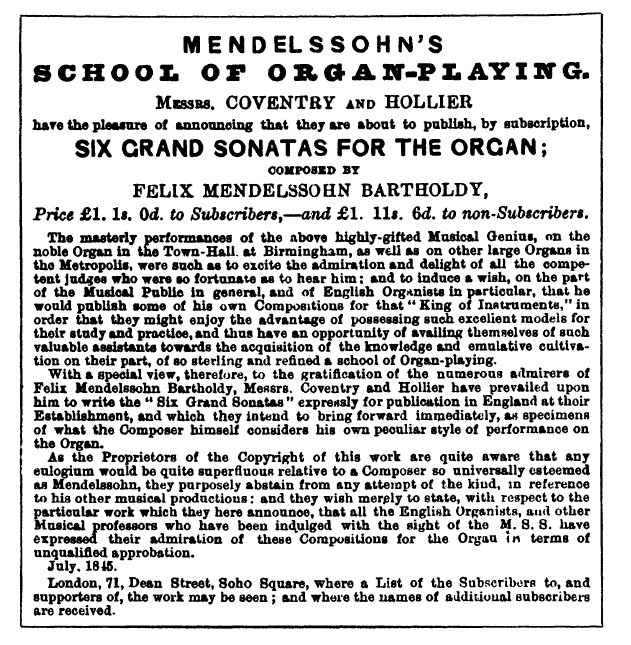
1845年7月24日付「ミュージカル・ワールド」掲載 オルガンソナタの広告

メンデルスゾーンの「無言歌集 Lieder ohne Worte」は、各6曲、計8集から成り（うち2集は遺作となった）、彼のピアノ曲では最も有名である。この曲集はすでに彼の生前より、ちょっとした演奏会での定番曲となっており、あまりに人気が出すぎたために批評家がその音楽的価値を低く評価するようになってしまった。メンデルスゾーンの無言歌に触発される形で、多くの作曲家が同様の形式の作品を生み出している。シャルル＝ヴァランタン・アルカン（第5集にわたる「歌曲集」Op.57-1、57-2、65、67、70でそれぞれが舟歌で終わる）、アントン・ルビンシテイン、モシェレス、エドヴァルド・グリーグらである。
メンデルスゾーンの他のピアノ曲では、「厳格な変奏曲」 Op.54（1841年）、「ロンド・カプリチオーソ」 Op.14（1824年）、6曲からなる「前奏曲とフーガ」 Op.35（1832年から1837年）、「7つの性格的小品」 Op.7（1827年）がある。ピアノソナタは、初期の習作を含め数曲残していたが、生前に出版したのは「ピアノソナタ第1番」作品6（1826年）のみで、その後書いた2曲（作品105、作品106）は死後出版された。その他、変奏曲（2曲死後出版）など絶対音楽の出版については慎重だった。

### オルガン曲
メンデルスゾーンはオルガン演奏もこなし、11歳から死ぬまでオルガン曲を作曲し続けた。中でも主要な作品は「3つの前奏曲とフーガ」 Op.37（1837年）と「6つのオルガンソナタ」 Op.65（1845年）であり、エリック・ウェルナー（Eric Werner）の記すところによれば「メンデルスゾーンのオルガンソナタは、バッハ作品に次いで、全てのオルガニスト必須のレパートリーである」

## 演奏家として
メンデルスゾーンは生前、ピアノ、オルガンをともにこなす鍵盤楽器奏者として名声を得ていた。彼の死亡記事の一つにはこうある。
我々は真っ先に彼の、驚くべきしなやかさを持ち、急速で、力強いピアノ演奏に敬意を表する。次にくるのが、分析的でたくましいオルガン演奏であり（中略）彼がこれらの楽器で示した偉業は、人びとの脳裏に鮮明に思い出されるのだ。

メンデルスゾーンが演奏会で取り上げたのは、自作とドイツの先達たち、ピアノではウェーバー、ベートーヴェン、オルガンではバッハの著名な作品などだった。また、彼が演奏に用いたのは、ウィーンのピアノ製作者コンラート・グラーフの楽器であった。1832年に彼は、グラーフのピアノを購入してベルリンの実家に届けるよう、アロイス・フックスに依頼している。メンデルスゾーンはこの楽器を気に入り、自分用と弟の花嫁用との2台のピアノを、グラーフに追加注文することに決めたという。
彼は公私において、巧みな即興演奏によっても知られていた。ある時ロンドンでのこと、ソプラノのマリア・マリブランが自らのリサイタルの後にメンデルスゾーンに即興演奏を頼んだところ、彼は彼女がその日歌った全ての歌の旋律を組み込んだ曲を、その場で作り上げて披露した。その場に居合わせた音楽出版者のヴィクトール・ノヴェロはこう述べている。「私は実際にこの耳で聴いたわけだが、それでも彼がやってのけたことは不可能なことだと思えた」1837年の別の演奏会では、メンデルスゾーンはある歌手の伴奏で登場したが、シューマンはそのソプラノ歌手をそっちのけにしてこう書いている。「メンデルスゾーンは神の如く寄り添っていた」

### 指揮者として
メンデルスゾーンは著名な指揮者として、自作や他の作品を演奏していた。1829年のロンドンデビュー公演において、彼が当時は斬新だった指揮棒の使用を新しく始めたことは特筆に価する。また、彼の先進性はこれに留まらず、テンポ、音の強弱、そしてオーケストラの団員に多大な注意を払ったことにもある。彼は団員が反抗的な態度を取ればそれを叱り、反対に彼が満足する演奏が出来れば彼らを褒めた。1836年にデュッセルドルフのライン音楽祭で指揮をした彼は、初めてプロの指揮者として賃金を得た。メンデルスゾーンの指揮を称賛していた1人であるベルリオーズは、1843年に彼をライプツィヒに招いて互いに指揮棒を交換し、こう記した。「大いなる神秘が我らを魂の大地へ狩りに遣わす時、我ら戦士が閉ざされた部屋の前にてこのトマホークを並び手にせんことを」ライプツィヒでは、メンデルスゾーンはライプツィヒ・ゲヴァントハウス管弦楽団の水準を大いに引き上げた。彼は過去の巨匠たちの作品を集中的に取り上げながらも（すでに「古典」に位置づけられ始めていた）、同時代のシューマン、ベルリオーズ、ゲーゼや他の作曲家、そしてもちろん自作を紹介することも怠らなかった。彼の指揮に感心しなかった批評家の1人がワーグナーだった。彼はメンデルスゾーンがベートーヴェンの交響曲を演奏するテンポが速すぎると非難していた。

### 編集者として
メンデルスゾーンのバロック音楽への興味は、1829年に復活演奏を行ったバッハの「マタイ受難曲」のみにとどまらなかった。彼はその時代の音楽の演奏のため、または出版のための校訂、編纂作業にも従事していた。その際、彼は作品が可能な限り意図に忠実になるよう、それまでの版や手稿譜の研究など可能なことは何でも行った。これが出版社とのいさかいを生むこともあった。例えば、彼が1845年にロンドンのヘンデル協会のために校訂したヘンデルの「エジプトのイスラエル人」においては、ヘンデル自身の指示でない強弱表記やトロンボーンパートの追加を彼が拒んだため、協会と議論を戦わせることになった。また、メンデルスゾーンはバッハのオルガン作品の校訂も行っており、シューマンとはバッハ全集の刊行が可能かどうか検討していたことが明らかである。

### 教育者として
メンデルスゾーンは音楽教育に重要な役割を果たし、ライプツィヒでの音楽院設立に大きく貢献した。しかし、教えることにあまり楽しみを見出せず、私的にわずかに、自分から見て顕著な才能、可能性が感じられる生徒を取ったのみだった。その弟子の中には作曲家のウィリアム・スタンデール・ベネット、ピアニストのカミーユ＝マリー・スタマティ、ヴァイオリニストで作曲家のユリウス・アイヒベルク、そしてゲーテの孫であるヴァルター・フォン・ゲーテがいた。ライプツィヒ音楽院でメンデルスゾーンが受け持ったのは、作曲とアンサンブルの講座だった。

## 名声と遺産

### 死後一世紀まで

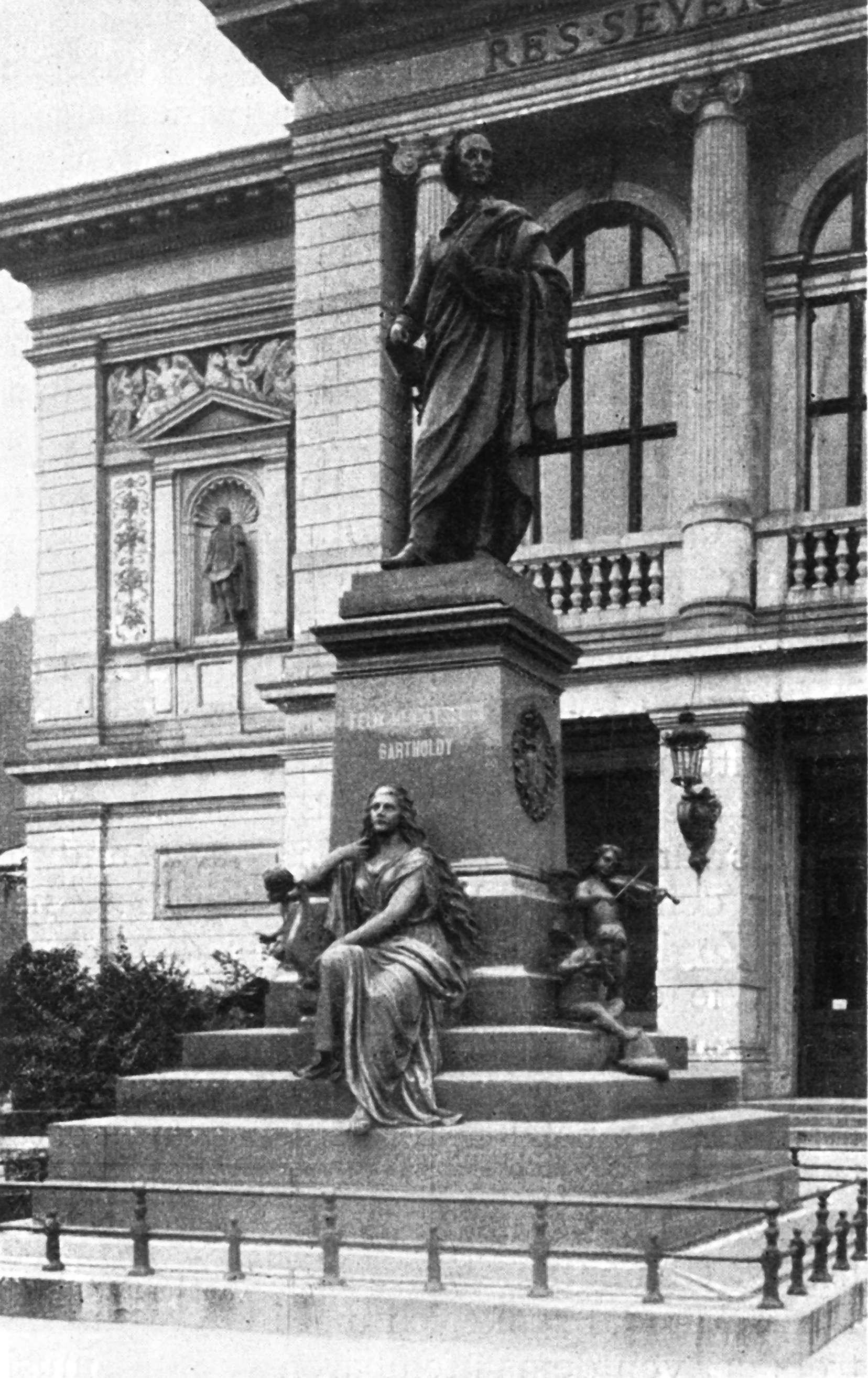
ライプツィヒ、ゲヴァントハウスのメンデルスゾーン像 1900年撮影 （1936年撤去）

メンデルスゾーンの死は突然のことだったため、ドイツとイングランドの両国で彼を悼む声が聞かれた。しかし、同時代に活躍した仲間たちとは異なって保守的な態度を取っていたことで、彼の音楽には見下したような目が向けられた。メンデルスゾーンとベルリオーズ、リストら他との関係は、窮屈で一筋縄ではいかないものだった。メンデルスゾーンの才能に疑問を呈した聴衆の1人に詩人のハインリヒ・ハイネがおり、彼は1836年にオラトリオ「聖パウロ」を鑑賞してこう記した。「（彼の作品を）特徴付けるのは、大いなる、厳格な、重々しい真面目さと、古典形式へ従おうとする決然とした、ほとんどしつこいまでの傾向、極めて賢明な最良の計算高さ、鋭い知的さ、そして素朴さを完全に欠いていることである。しかし、素朴さのない芸術に天才の独自性など存在するだろうか」 
メンデルスゾーンはこのように批判されることもあり、ワーグナーがさらに強く批判した。メンデルスゾーンの成功と人気、ユダヤの出自にワーグナーは苛立っており、彼の死から3年後に反ユダヤ論文「音楽におけるユダヤ性」で彼を酷評することで攻撃した。
「（メンデルスゾーンは）ユダヤ人でも特定の才能の膨大な蓄積、独自の最良かつ多様な文化、これ以上なく高く柔軟な栄誉の感覚を持ち得ることを示してくれている。しかし、このように傑出したものの助けが仮に一切なかったとしても、彼は我々が芸術に期待するような深く、自省的な効果を生み出すのである。（中略）現在の我々の淡白で浮ついた音楽様式は（中略）メンデルスゾーンが曖昧で、ほとんど取るに足らない内容を最大限に面白く活気を持って語ろうと努力する、この上ない意気込みの方へと押しやられている」
これを発端として、その後約1世紀にわたり、また現在もくすぶっているメンデルスゾーンを凡庸とみなし、作曲家としての地位を貶める動きが始まった 。ニーチェもまた、メンデルスゾーンはドイツ音楽における「愛すべき間奏」、つまりベートーヴェンとワーグナーの幕間であるというコメントを残している。20世紀に入ると、ナチスの体制とその音楽機関である帝国音楽院が、メンデルスゾーンがユダヤの出身であることを理由にその音楽の演奏を禁じ、作曲家たちには付随音楽「夏の夜の夢」を書き直すことを推奨した（これを強いたのはカール・オルフであった）。ナチス統治下では「メンデルスゾーンは音楽の歴史における危険な『事故』として出現したもので、彼が決定的に19世紀のドイツ音楽を『退廃的』にした張本人である」とされた。ライプツィヒ音楽院で支給されていたドイツ版のメンデルスゾーン奨学金は、1934年に中断されている（後の1963年に再開された）。1892年、ライプツィヒにメンデルスゾーンに捧げる記念碑が建てられたが、ナチスによって1936年に撤去された。代わりの像が2008年に建てられている。

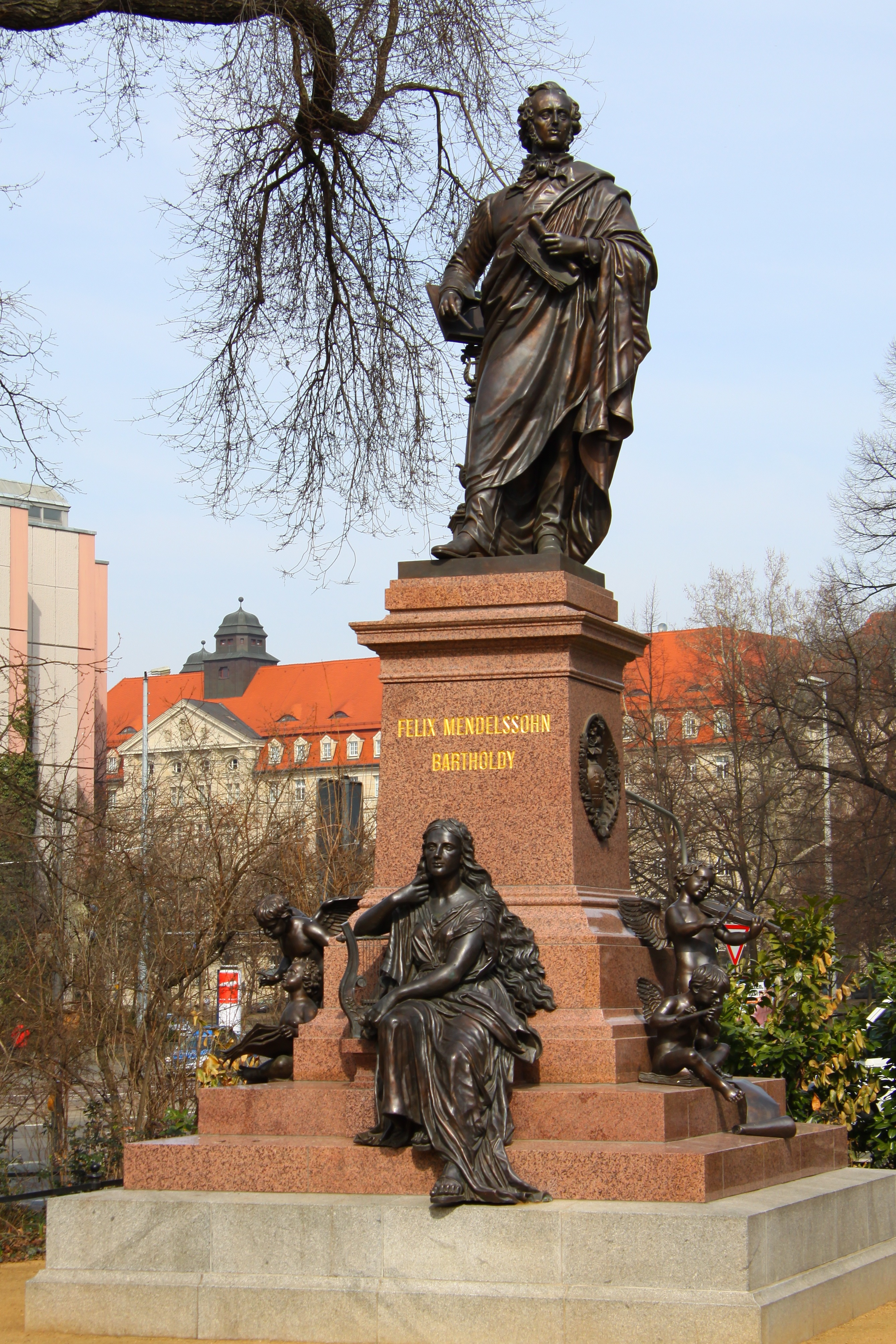
2008年に再建されたライプツィヒ、聖トーマス教会近くのメンデルスゾーン記念碑

メンデルスゾーンのイングランドでの評価は、19世紀を通じて高いものだった。アルバート公は、1847年のオラトリオ「エリヤ」のリブレットにドイツ語でこう記した。
バアル信仰者の間違った芸術に囲まれていても、第2のエリヤのようにその才能と努力をもって真の芸術の真の僕であり続けることが出来た、高貴な芸術家のために。
1851年に、10代のサラ・シェパード（Sarah Shepperd）の記した「チャールズ・オーチェスター Charles Auchester」なる賛美小説が出版された。この本ではシェヴァリエール・セラファエル（Chevalier Seraphael）としてメンデルスゾーンを描いており、80年近く増刷を重ねていた。1854年に水晶宮が再建された際には、ヴィクトリア女王がメンデルスゾーンの彫像を添えるように命じている。1858年のヴィクトリア女王の娘、ヴィクトリア妃とドイツ皇帝フリードリヒ3世の結婚式典では、メンデルスゾーンの「夏の夜の夢」から「結婚行進曲」が演奏され、これが今日でも結婚式で人気の楽曲となっている。イングランド国教会では、メンデルスゾーンの遺した宗教的合唱曲、特に小規模の作品が合唱の伝統の中で人気を保っている。しかし、バーナード・ショーをはじめとする多くの批評家が、メンデルスゾーンの音楽をヴィクトリア朝の文化的孤立と結びつけて批判した。ショーが特に槍玉にあげたのは、メンデルスゾーンの「入念にお上品ぶった感じ、因習的な感傷性、そして見下げたオラトリオ屋であること」だった。1950年代には、音楽学者のウィルフリッド・メラーズがメンデルスゾーンの「我々の道徳観にある、気付かぬ偽善的要素を反映した偽者の宗教観」を非難した。
ピアニスト、作曲家のフェルッチョ・ブゾーニは正反対の立場から意見を述べている。彼はメンデルスゾーンを「異論を待たぬ偉大さを備えた巨匠」、そして「モーツァルトの後継者」とみていた。ブゾーニをはじめ、アントン・ルビンシテインやシャルル＝ヴァランタン・アルカンなどのピアニストは皆、普段からメンデルスゾーンの楽曲を自らのリサイタルで取り上げていた。

### 現在の評価

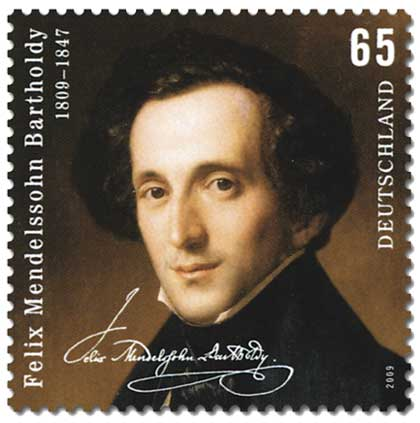
メンデルスゾーン生誕200周年を記念して発行されたドイツの切手

チャールズ・ローゼンは1995年の著書「ロマン派世代 The Romantic Generation」中のメンデルスゾーンの節で、彼を称賛し、また批判もしている。ローゼンは彼についてベートーヴェンを「深く」理解した「天才」で、「西洋音楽の歴史上知られている中で、最大の神童」と評している。ローゼンは後年のメンデルスゾーンに関して、技と才気は失わなかったが「大胆さを（中略）放棄した」作曲家としながらも、比較的晩年の作である「ヴァイオリン協奏曲」は「古典的な協奏曲の伝統とロマン派的なヴィルトゥオーゾの様式を最もうまく融合させた作品」と呼んでいる。ローゼンは「フーガ ホ短調」（後でOp.35のピアノ曲もからめて）を「傑作」と評しつつも、同じ段落中でメンデルスゾーンを「音楽における宗教的キッチュの発明者」と呼んでいる。
こういった意見が、この50年ほどでメンデルスゾーン作品の受容がより微妙な色合いを帯びてきたことを証明している。また、彼の実績を文脈に含む現代の伝記が数多く出版されたことにも、それは現れている。マーサー＝テイラー（Mercer-Taylor）は皮肉を込めてこう述べた。「多岐にわたるメンデルスゾーン作品の再評価が可能になったのは、ひとつにはメンデルスゾーンを音楽の基準にする考え方と切り離されることが普通になったからである」基準というのは彼が「指揮者、ピアニスト、そして学者として」あまりにも多くのことを打ち立てたとする見方を指している。
約750のメンデルスゾーンの作品は1960年代までは出版されていなかったが、現在では大半が入手可能となっている。メンデルスゾーンの作品と書簡の学術版全集が現在（2010年）準備中であるが、完成までには長い年月を要すると予想され、また150巻を超える規模となると思われる。有名な「ヴァイオリン協奏曲 ホ短調」や「イタリア交響曲」なども含めたメンデルスゾーンのあらゆる作品はより深く研究されており、オラトリオ「エリヤ」に隠されたヴィクトリア朝時代の習慣に関する重要な事実も解明されている。激しく、劇的なことの多いメンデルスゾーンの室内楽作品についての認知度も高まっている。現在、メンデルスゾーンの出版された作品はほぼ全てをCDで手にすることができ、彼の作品は演奏会や放送でも頻繁に耳にすることが可能である。批評家のH.L.メンケンはこう締めくくっている。「もし、メンデルスゾーンに真の偉大さに値しないところがあるとすれば、それは髪の毛1本分くらいだ」

## ピリオド楽器での録音
- Penelope Crawford. Felix Mendelssohn. The Young Felix Mendelssohn. Played on the original 1835 Graf piano.
- Ronald Brautigam. Felix Mendelssohn. Piano Concertos. Played on a copy of the 1830 Pleyel piano made by Paul McNulty.
- Sergei Istomin, Viviana Sofronitsky. Felix Mendelssohn. Complete Works for Cello and Pianoforte. Played on a copy of the 1819 Graf piano made by Paul McNulty.
- Riko Fukuda, Tobias Koch. Chopin, Mendelssohn, Moscheles, Hiller, Liszt. Grand duo Œuvres pour duo de pianofortes. Played on the 1830 and 1845 Graf pianos.
- Frans Bruggen,Orchestra of the 18th cencury .Felix Mendelssohn.Symphony no.4 'Itarian'
- Roger Norrington,The London Classical Players.Felix Mendelssohn.Symphonies No.3and 4.

## その他
小惑星(3954) Mendelssohnはメンデルスゾーンにちなんで命名された。